# Noilly Prat

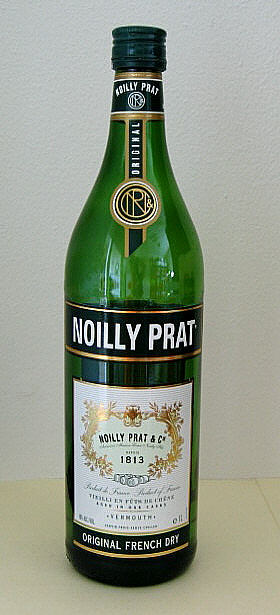
Fles Noilly Prat

Noilly Prat is een Franse droge vermout. Hij bevat 18% alcohol.
In 1813 ontwikkelde Joseph Noilly zijn eerste recept voor een vermout. Zijn zoon Louis ging in zee met zijn zwager Claudius Prat en in 1855 werd Noilly Prat & Cie opgericht. Toen beide heren gestorven waren, werd het bedrijf overgenomen door Anne Rosine Prat, de weduwe van Prat (en zus van Louis). In de veertig jaar waarin zij het bedrijf bestierde, werden nieuwe internationale markten ontgonnen. Aan het eind van de 20e eeuw werd het bedrijf overgenomen door de rum-producent Bacardi.

## Productieproces
Het proces dat tegenwoordig gebruikt wordt is vrijwel ongewijzigd sinds 1850. Noilly Prat wordt uitsluitend gemaakt van witte druivenrassen geteeld in Marseillan, voornamelijk Picpoul de Pinet en Clairette. De hier geproduceerde lichte, fruitige wijnen worden gerijpt in massieve Canadese eiken vaten. De wijn staat gedurende acht maanden op vat, waar hij rijpt en de smaak van het hout aanneemt, waarna hij wordt overgebracht naar kleinere eiken vaten die gedurende een jaar buiten gestald worden. Hier is de wijn blootgesteld aan de hitte van de zon, de wind van de zee en lage temperaturen in de winter, terwijl de wijn langzaam verandert. Het resultaat is een wijn die droog is, vol en amberkleurig net als madeira of sherry. Gedurende het jaar buiten wordt 6 tot 8% van het volume verloren aan verdamping.
Hierna wordt de wijn weer naar binnen gebracht om een paar maanden te rusten waarna de wijnen worden gemengd in eiken vaten. Een kleine hoeveelheid Mistelle (druivensap en alcohol) wordt toegevoegd aan de wijn om het te verzachten.
In de eiken vaten vindt over een periode van drie weken een proces van maceratie plaats, zogenaamd uniek voor Noilly Prat. Een mix van een twintigtal kruiden en specerijen wordt iedere dag met de hand toegevoegd. De exacte mix van kruiden en specerijen in Noilly Prat is een goed bewaard geheim, maar die bevat kamille, bittere sinaasappelschil, nootmuskaat, centaurie, koriander en kruidnagel. Na nog eens zes weken is het eindproduct klaar voor het bottelen en wordt het in tankers vervoerd naar Beaucaire (Gard), waar het wordt gebotteld door Martini & Rossi.

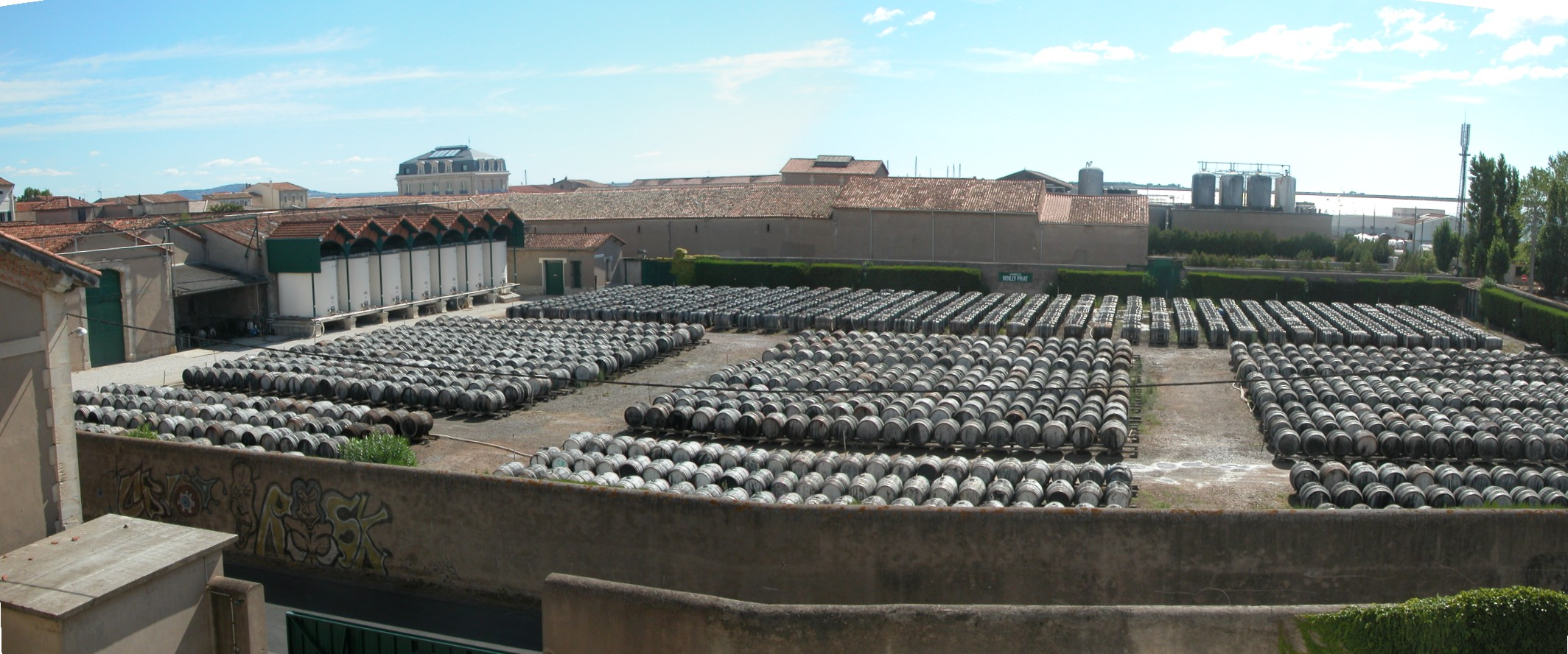
productieruimte Noilly-Prat in Marseillan

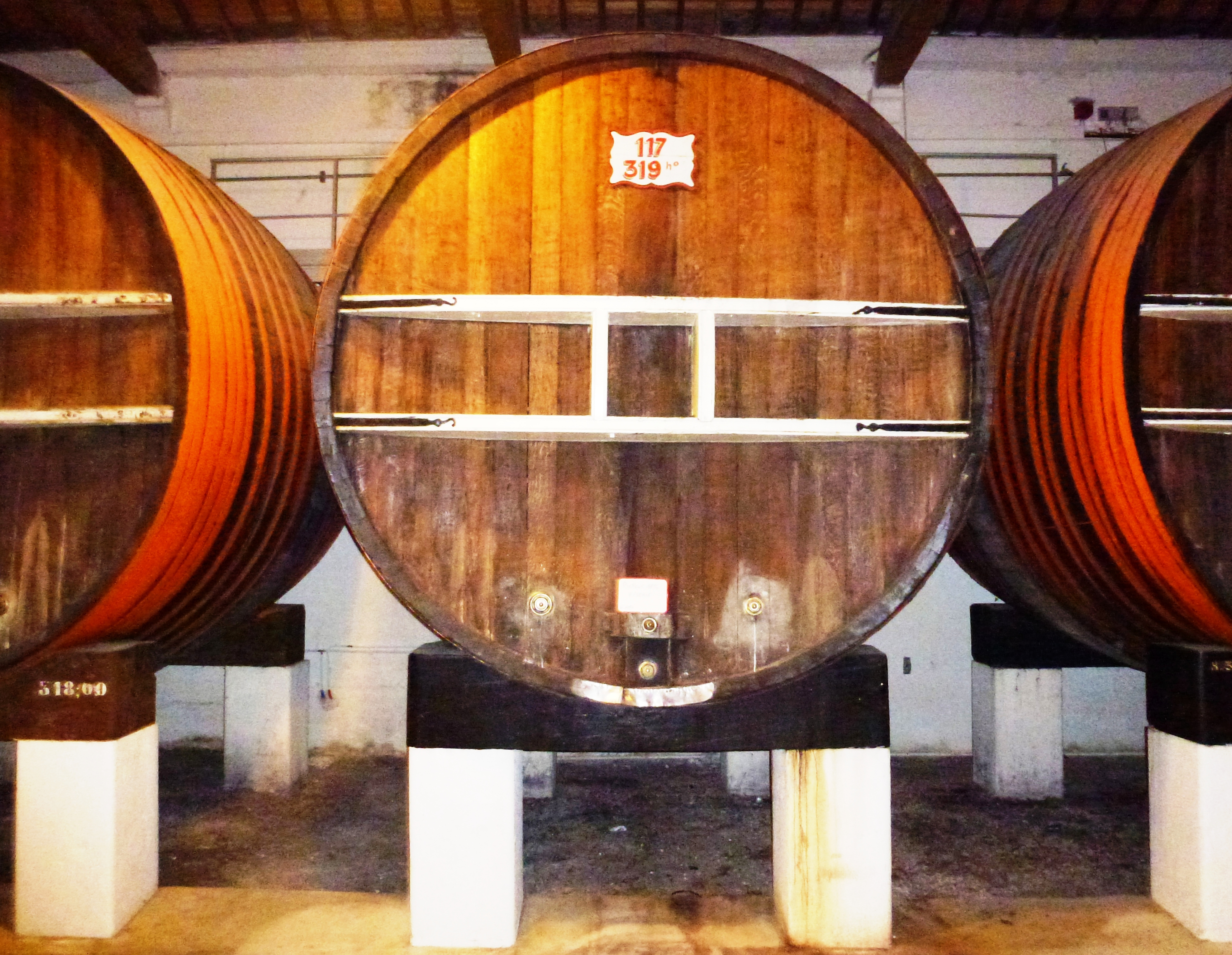
Vaten om de wijn te laten rijpen

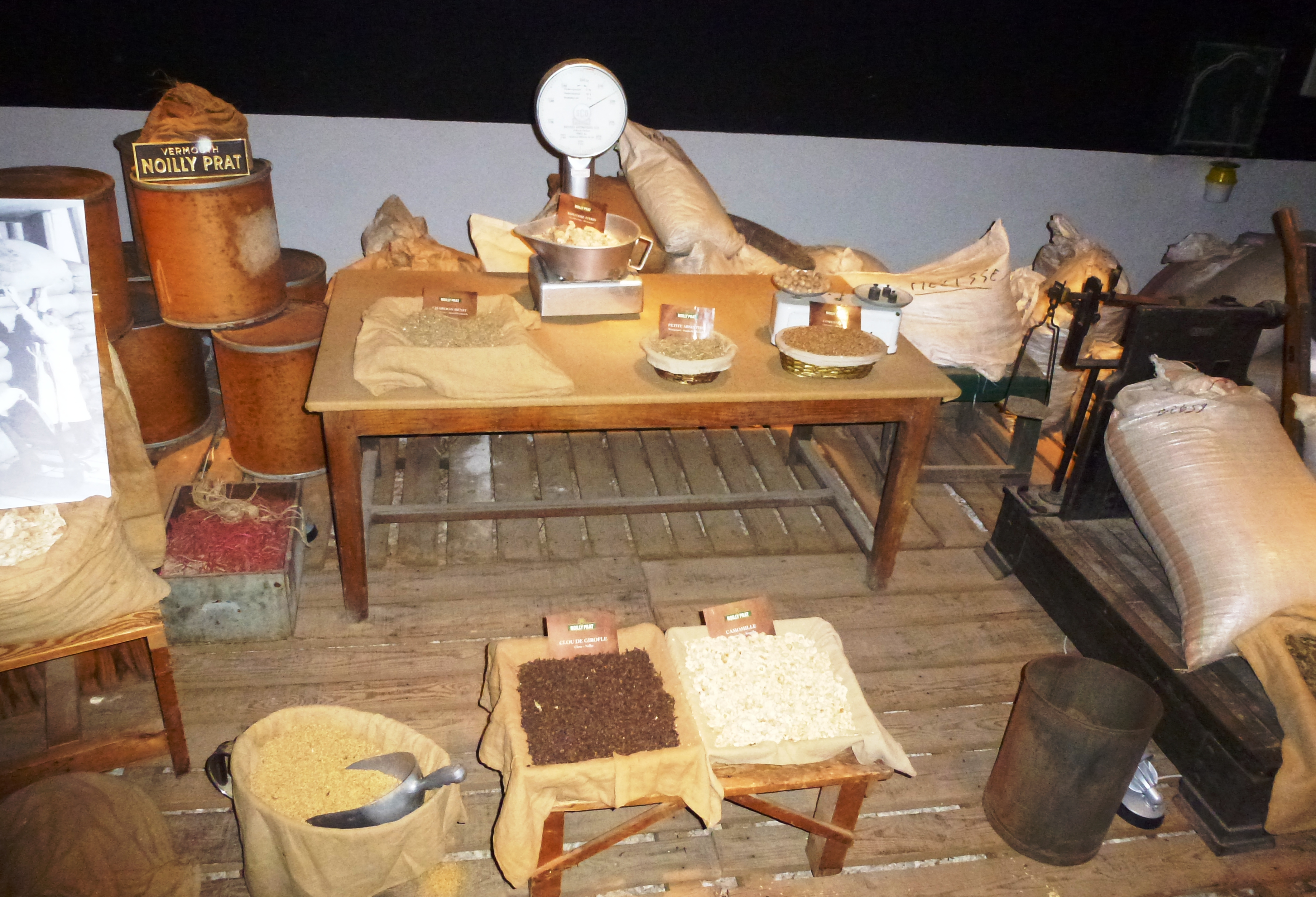
Herbes-atelier: verwerking van vermout

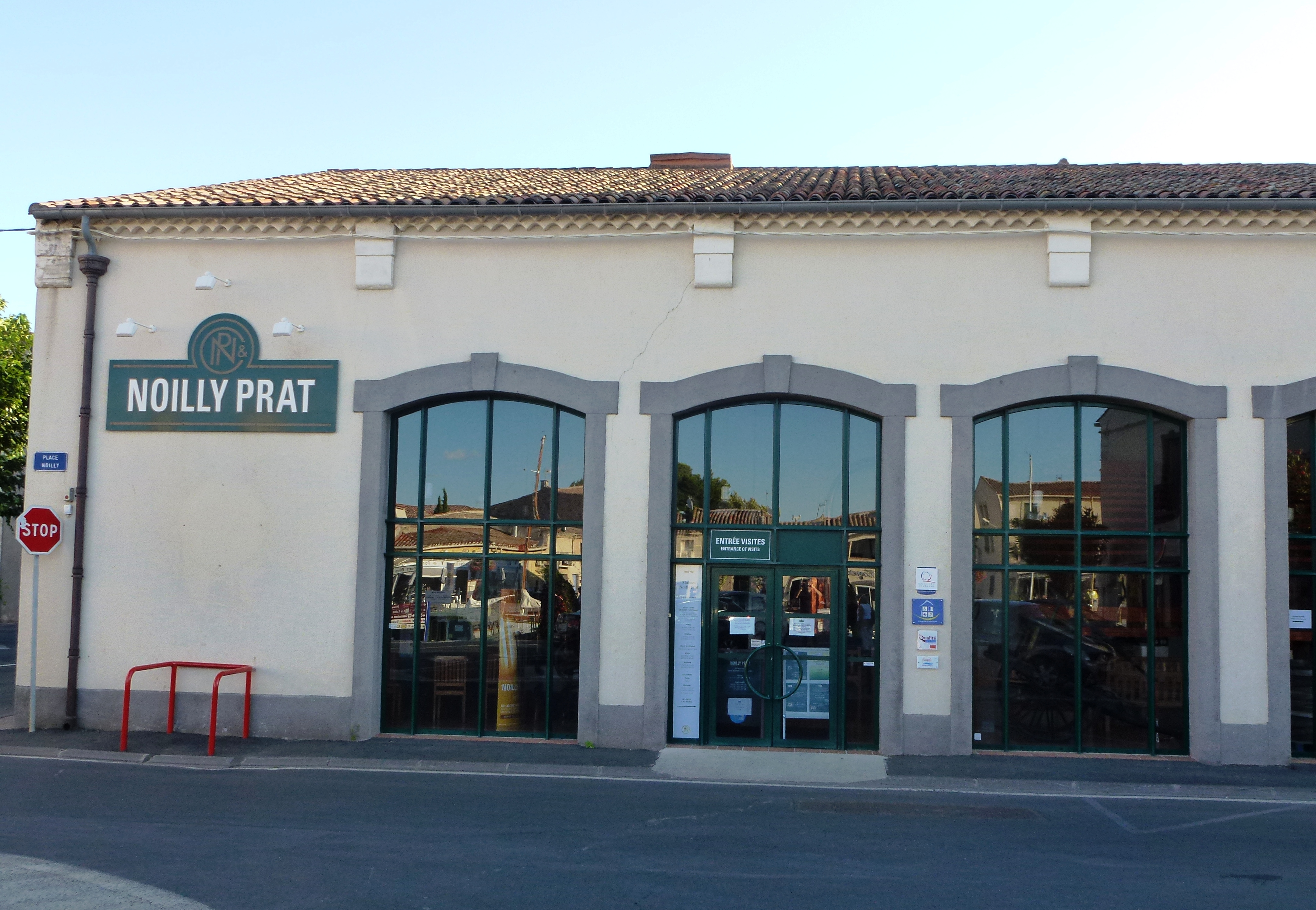
Productie in Marseillan